# إيفسون باتريسيو
إيفسون باتريسيو (بالبرتغالية: Evson‏) (9 ديسمبر 1990 في باهيا في البرازيل – )؛ هو لاعب كرة قدم يلعب كمدافع لعب سابقاً في نادي الفيصلي السعودي منذ مطلع عام 2018 .

## وصلات خارجية
- إيفسون باتريسيو على موقع رابطة كرة القدم اليابانية للمحترفين (اليابانية)
- إيفسون باتريسيو على موقع قاعدة بيانات كرة القدم.إي يو (الإنجليزية)
- إيفسون باتريسيو على موقع Soccerway.com (الإنجليزية)
- إيفسون باتريسيو على موقع عالم كرة القدم.نت (الإنجليزية)